# Åtvids församling
Åtvids församling är en församling i Östgötabygdens kontrakt i Linköpings stift inom Svenska kyrkan. Församlingen utgör ett eget pastorat och omfattar hela Åtvidabergs kommun i Östergötlands län.

## Administrativ historik
Församlingen har medeltida ursprung.
Församlingen utgjorde till 1974 ett eget pastorat och var till och med 1921 ett patronellt pastorat till ägaren av Adelsnäs. Från 1974 till 2010  var församlingen moderförsamling i pastoratet Åtvid, Björsäter, Yxnerum (dessa två bildade från 2006 Björsäter-Yxnerums församling), Grebo och Värna (dessa två bildade från 2006 Grebo-Värna församling) som 1998 utökades med Hannäs och Gärdserums församlingar. I församlingen uppgick 2010 Grebo-Värna församling, Björsäter-Yxnerums församling, Hannäs församling och Gärdserums församling. Efter sammanslagningen utgjorde den ett eget pastorat.

## Kyrkoherdar
Lista över kyrkoherdar i församlingen. Prästbostäder hette Åtvidsnäs och låg 2 kilometer från Åtvids kyrka.
| Ämbetstid | Namn                           | Levnadstid | Övrigt                                                   |
| --------- | ------------------------------ | ---------- | -------------------------------------------------------- |
| 1348      | Johannes Erici                 |            | Curatus.                                                 |
| 1355      | Nicolaus Andori                |            | Curatus.                                                 |
| 1369-1391 | Hermannus                      |            |                                                          |
| 1431      | Olavus                         |            |                                                          |
| 1514-1521 | Michael Laurentii              | -1521      |                                                          |
| 1522-1525 | Franciscus Elavi               | -1525      |                                                          |
| 1526-1532 | Olavus Christierni             | -1532      |                                                          |
| 1533      | Suno Laurenti                  |            | Senare kyrkoherde i Tingstads församling.                |
| 1542-1566 | Olavus Laurenti                | -1566      |                                                          |
| 1567      | Johannes Petri                 |            | Senare kyrkoherde i Lofta församling.                    |
| 1588-1599 | Jonas Joannis Wargskinn        |            | Avsatt 1599. Senare komminister i Kälvestens församling. |
| 1599-1610 | Nicolaus Hemmingi (Hemmingius) |            | Senare kyrkoherde i Ljungs församling.                   |
| 1610-1650 | Israel Svenonis                | -1650      |                                                          |
| 1650-1693 | Laurentius Hircinius (Bock)    | 1601-1693  |                                                          |
| 1695-1700 | Magnus Björn                   | 1638-1700  |                                                          |
| 1655-1726 | Andreas Werling                | 1655-1726  |                                                          |
| 1727-1733 | Johan Mœhlin                   | 1684-1733  |                                                          |
| 1733-1741 | Johannes Isopedius Holtzberg   | 1677-1741  |                                                          |
| 1742-1757 | Jonas Callerholm (Callerus)    | 1698-1757  |                                                          |
| 1759-1791 | Nils Kjellborg                 | 1716-1791  | Prost.                                                   |
| 1792-1803 | Anders Melin                   | 1749-1803  | Prost.                                                   |
| 1804-1849 | Noach Georg Dandenelle         | 1766-1849  | Prost och kontraktsprost.                                |
| 1850-1887 | Carl Adolf Enelius             | 1792-1887  | Prost.                                                   |
| 1888-     | Johan August Rosenqvist        | 1851-      |                                                          |
| 1926–1940 | Axel Josef Hultqvist           | 1879–      | [ 5 ]                                                    |

### Komministrar
Lista över komministrar i församlingen. Prästbostaden hette Östantorp och låg 2 kilometer från Åtvids kyrka.
| Ämbetstid | Namn                      | Levnadstid | Övrigt                                      |
| --------- | ------------------------- | ---------- | ------------------------------------------- |
| 1640      | Joannes Kylander          | –1670      | Senare kyrkoherde i Vists församling.       |
| 1670-1706 | Petrus Schomerus          | -1706      |                                             |
| 1707-1727 | Johannes Stihlberg        | 1667-1727  |                                             |
| 1728-1765 | Nils Werling              | 1686-1765  |                                             |
| 1765-1780 | Sven Wikstrand            | 1716-1780  |                                             |
| 1781-1792 | Anders Melin              | 1749-1803  | Senare kyrkoherde i församlingen.           |
| 1792-1826 | Carl Eric Sundelius       | 1766-1847  |                                             |
| 1827-1838 | Hampus Gabriel Holmberg   | 1792-1838  |                                             |
| 1839      | Lars Wållers              |            | Senare kyrkoherde i Gladhammars församling. |
| 1852–1865 | Nils Christian Blomqvist  | 1812–1886  | Senare kyrkoherde i Grebo församling.       |
| 1866-1880 | Fredrik Allard            | 1837-1920  | Senare kyrkoherde i Tjällmo församling.     |
| 1880–1894 | Gustaf Gustafson          | 1852–1936  | Senare kyrkoherde i Gryts församling.       |
| 1894–     | Axel Davidson             | 1865-1926  | Senare präst i Stockholm.                   |
| 1894      | Nils Cnattingius          | 1866-1940  | Senare komminister i Landeryds församling.  |
| 1905-     | Harald Falk               | 1877-      |                                             |
| 1926–1940 | Angelo Waldemar Lindeborg | 1890–      | [ 5 ]                                       |

### Brukspredikanter vid Åtvidaberg
| Ämbetstid | Namn                   | Levnadstid | Övrigt                                     |
| --------- | ---------------------- | ---------- | ------------------------------------------ |
| 1775-1776 | Anders Melin           | 1749-1803  | Senare kyrkoherde i församlingen.          |
| 1777–1780 | Jonas Norraeus         | 1747–1782  | Senare komminister i Vårdnäs församling.   |
| 1781–1785 | Johan Björner          | 1749–1802  | Senare kyrkoherde i Östra Ryds församling. |
| 1794-1797 | Noach Georg Dandenelle | 1766-1849  | Senare kyrkoherde i församlingen.          |

## Klockare, organister och kantorer
| Ämbetstid  | Namn                      | Levnadstid | Kommentarer                           |
| ---------- | ------------------------- | ---------- | ------------------------------------- |
| 1704-1705  | Matthias                  |            | Organist                              |
| 1703-1705  | Oluf Nilsson              |            | Klockare                              |
| 1706-1707  | Matthias Månsson          |            | Klockare                              |
| 1711-1759  | Carl Jönsson Segerberg    | -1769      | Organist från 1711 och klockare       |
| 1760 -1761 | Petter Carlsson Segerberg | 1713-1761  | Organist                              |
| 1756-1771  | Håkan Klint               |            | Klockare. Var även organist från 1767 |
| 1784-1823  | Anders B. Wåhlander       | 1753-1823  | Organist och klockare                 |
| 1824-1834  | Richard Georg Tengvall    | 1792-      | Musikdirektör och organist            |
| 1834-1851  | Carl Fredric Björling     | 1809-1851  | Organist och klockare                 |
| 1853-1886  | Johan Lindberg            | 1823-      | Organist och klockare                 |
| 1929–1964  | Erik Gustaf Arvid Nyström | 1902–      | Organist.                             |

## Kyrkor
- Åtvids nya kyrka
- Åtvids gamla kyrka
- Grebo kyrka
- Värna kyrka
- Björsäters kyrka
- Gärdserums kyrka
- Hannäs kyrka
- Yxnerums kyrka